# Uran-232
Uran-232 (232U) je izotop uranu s poločasem přeměny 68,9 let. Je vedlejším produktem v thoriovém palivovém cyklu
Při výrobě 233U (ozářením 232Th neutrony) vzniká malé množství 232U jako nečistota kvůli „parazitickým“ (n,2n) reakcím na samotném 233U, protaktiniu-233 nebo thoriu-232.
232Th (n,γ) 233Th (β−) 233Pa (β−) 233U (n,2n) 232U
232Th (n,γ) 233Th (β−) 233Pa (n,2n) 232Pa (β−) 232U
232Th (n,2n) 231Th (β−) 231Pa (n,γ) 232Pa (β−) 232U
Dalším způsobem vzniku tohoto izotopu je zachycení neutronů malými množstvími thoria-230, které je ve stopovém množství přítomno v přírodním thoriu jako meziprodukt přeměnové řady uranu-238:
230Th (n,γ) 231Th (β−) 231Pa (n,γ) 232Pa (β−) 232U
V přeměnové řadě 232U mimo jiné rychle vznikají silné gama zářiče:
232U (α, 68,9 let)
228Th (α, 1,91 let)
224Ra (α, 3,63 dne, 0,24 MeV)
220Rn (α, 55,6 s, 0,54 MeV)
216Po (α, 0,145 s)
212Pb (β−, 10,64 h)
212Bi (α (35,94 %), 60,55 min, 0,78 MeV)
208Tl (β−, 3,05 min, 2,6 MeV)
208Pb (stabilní)
Na rozdíl od většiny ostatních nuklidů se sudými nukleonovými čísly má uran-232 velký účinný průřez pro absorpci neutronů pro štěpení jádra (75 barnů u tepelných neutronů, rezonanční integrál 380 b) stejně jako pro samotný záchyt neutronu (u tepelných neutronů 73 b, rezonanční integrál 280 b).